# Клаус Баесс
Клаус Баесс (дан. Klaus Baess, 10 листопада 1924 — 16 вересня 2018) — данський яхтсмен.
Бронзовий призер Олімпійських Ігор 1948 року в класі Дракон.